# Koshidekha
Koshidekha (en népalais : कोशीदेखा) est un comité de développement villageois du Népal situé dans le district de Kavrepalanchok. Au recensement de 2011, il comptait 1 761 habitants.